# Sveindís Jane Jónsdóttir
Sveindís Jane Jónsdóttir (Sandgerði, 5 giugno 2001) è una calciatrice islandese, attaccante del Wolfsburg e della nazionale islandese.

## Carriera

### Club
Jónsdóttir per la prima parte della carriera veste la maglia del Keflavík, esordendo a 14 anni nella 1. deild kvenna, la seconda divisione islandese di categoria, rimanendo legata alla società fino al 2019, mettendosi in luce nel campionato 2016 segnando 27 reti in 19 partite e contribuendo alla promozione della sua squadra a fine campionato 2018 in Úrvalsdeild kvenna, primo livello del campionato islandese femminile di calcio. Al suo primo campionato in massima serie la squadra non si rivela sufficientemente competitiva, non riuscendo a staccarsi dalla parte bassa della classifica e terminando al 9º e penultimo posto della Úrvalsdeild kvenna 2019 con conseguente retrocessione in 1. deild kvenna. Jónsdóttir, che compie 18 anni durante la stagione, si conferma tra le più prolifiche marcatrici siglando 7 reti, seconda marcatrice della squadra dietro alla statunitense Sophie Groff (11 reti)
Nel 2020 si trasferisce al Breiðablik, squadra con la quale vince il campionato, confermandosi tra le giovani calciatrici più promettenti del vivaio islandese, conquistando con 14 reti la vetta della classifica delle marcatrici dell'Úrvalsdeild kvenna 2019, titolo di capocannoniere che condivide con la compagna di squadra e di reparto Agla María Albertsdóttir, e venendo eletta calciatrice dell'Anno.
Il 28 dicembre la promettente attaccante ha sottoscritto con il Wolfsburg un contratto che la lega alla società tedesca fino al 2024, venendo tuttavia ceduta subito in prestito alle svedesi del Kristianstads DFF, squadra che disputerà la UEFA Women's Champions League 2021-2022.

### Nazionale
Jónsdóttir inizia ad essere convocata dalla Federazione calcistica dell'Islanda (Knattspyrnusamband Íslands - KSÍ) dal 2016, per vestire inizialmente la maglia della formazione under 16 impegnata nelle edizioni dal 2016 al 2017 della Nordic Cup maturando complessivamente 10 presenze e siglando 6 reti.
Nel frattempo riceve la prima sua convocazione nella formazione under 17, inserita in rosa con la squadra che affronta le qualificazioni all'Europeo della Repubblica Ceca 2017, debuttando in un torneo ufficiale UEFA il 26 ottobre 2016, nel primo incontro del gruppo 10 della prima fase eliminatoria, dove la sua nazionale supera le pari età della Bielorussia e dove all'11 apre le marcature siglando poi la doppietta con cui fissa il risultato sul 4-0. Maturando complessivamente 5 presenze con 3 reti siglate nelle due fasi del torneo, condivide il percorso con le compagne superando la prima fase al secondo posto ma, inserita nel gruppo 6 della fase élite, dovendo cedere il primo posto e l'accesso alla fase finale alla Spagna. Jónsdóttir rimane in quota d'età per disputare anche le successive qualificazioni all'Europeo di Lituania 2018, maturando nuovamente 5 presenze e 2 reti nelle due fasi del torneo e dove la sua squadra, causa la sconfitta per 3-1 da parte della Germania nella fase élite, fallisce nuovamente l'accesso alla fase finale.
Sempre del 2016 è anche la sua convocazione in under 19, esordendo in amichevole il 25 agosto nell0incontro perso per 1-0 con la Polonia, ma per indossare nuovamente la maglia della U19 deve aspettare altri due anni, prima con due amichevoli nell'agosto 2018 e poi venendo inserita in rosa con la squadra che disputa le qualificazioni all'Europeo di Scozia 2019. Jónsdóttir disputa due incontri della prima fase, siglando la rete del parziale 5-0 sul Belgio, terminata poi 5-1, e altri due, senza marcare reti, della fase élite, con la sua nazionale che, perdendo per 2-1 l'incontro con i Paesi Bassi, non riesce ad accedere alla fase finale. Rimasta in rosa anche per la successiva fase di qualificazione all'Europeo di Georgia 2020, gioca i tre incontri della prima fase nel gruppo 7 prima che le restrizioni a causa della pandemia di COVID-19 costringessero la UEFA prima a sospendere, e annullare poi il torneo n via definitiva. Nel frattempo Jónsdóttir matura qualche altra presenza, disputando anche il Torneo di La Manga, arrivando a contare 13 reti siglate su 19 incontri complessivamente disputati.
Nel settembre 2020 arriva anche la sua prima convocazione in nazionale maggiore, chiamata dal commissario tecnico Jón Þór Hauksson in occasione delle qualificazioni, gruppo F, all'Europeo di Inghilterra 2022, scesa in campo da titolare nell'incontro vinto 9-0 sulla Lettonia dove contribuisce alla vittoria con una doppietta. Si rivela anche fondamentale per la qualificazione dell'Islanda al torneo quando cinque giorni più tardi, grazie ad un suo assist, permette a Elín Metta Jensen di pareggiare l'incontro con la Svezia.

## Palmarès

### Club
- Campionato islandese femminile di seconda divisione: 1

Keflavík: 2018
- Campionato islandese: 1

Breiðablik: 2020
- Campionato tedesco: 1

Wolfsburg: 2021-2022
- Coppa di Germania: 1

Wolfsburg: 2021-2022

### Individuale
- Capocannoniere del campionato islandese: 1

2020 (14 reti, ex aequo con Agla María Albertsdóttir)